# Yorgui Loeffler
Yorgui Loeffler (* 1979 in Haguenau) ist ein französischer Gitarrist des Gypsy-Jazz.

## Leben und Wirken
Loeffler, der aus einer Manouche-Familie stammt und weitgehend Autodidakt auf seinem Instrument ist, begann mit vierzehn Jahren als Gitarrist aufzutreten. Frühe Vorbilder gaben Aufnahmen von Django Reinhardt, Biréli Lagrène, Raphaël Faÿs und Stochelo Rosenberg. Loeffler, der seitdem in der Musikszene des Elsass aktiv ist, legte 2003 sein Debütalbum For Magnio vor und arbeitet im Trio mit seinem Bruder Gigi Loeffler und seinem Cousin Gino Roman, daneben mit seinem Onkel, dem Akkordeonisten Marcel Loeffler. 2004 lud Andreas Öberg ihn und Ritary Gaguenetti zu einem gemeinsamen Album ein. 2006 war er Mitglied der Formation Les Enfants de Django um Samson Schmitt und Mike Reinhardt (Live in Paris au Méridien Étoile 2008); auch veröffentlichte er mit Raphaël Faÿs und Steeve Laffont das Tribut-Album Django et rien d’autre. Ende 2007 nahm er für den Europarat eine Instrumentalversion der Europahymne von Ludwig van Beethoven auf. 2009 folgte sein Album Bouncin’ Around. 2023 erschien das Album Django’s Tiger im Trio mit Mano Guttenberger und Jan Jankeje. Mit der Geigerin Marta Sierra veröffentlichte er das Album C Jam Blues.